# 1994-es Roland Garros
Az 1994-es Roland Garros az év második Grand Slam-tornája, a Roland Garros 93. kiadása volt, amelyet május 23–június 5. között rendeztek Párizsban. A férfiaknál a spanyol Sergi Bruguera, a nőknél a szintén spanyol Arantxa Sánchez Vicario nyert.

## Döntők

### Férfi egyes
Sergi Bruguera -  Alberto Berasategui 6-3, 7-5, 2-6, 6-1

### Női egyes
Arantxa Sánchez Vicario -  Mary Pierce 6-4, 6-4

### Férfi páros
Byron Black /  Jonathan Stark -  Jan Apell /  Jonas Bjorkman 6-4, 7-6

### Női páros
Gigi Fernández /  Natallja Zverava -  Vickie Paynter /  Lisa Raymond 6-2, 6-2

### Vegyes páros
Kristie Boogert /  Menno Oosting -  Larisa Neiland /  Andrei Olhovskiy, 7-5, 3-6, 7-5

## Juniorok

### Fiú egyéni
Jacobo Díaz –  Giorgio Galimberti, 6–3, 7–6

### Lány egyéni
Martina Hingis –  Sonya Jeyaseelan, 6–3, 6–1

### Fiú páros
Gustavo Kuerten /  Nicolás Lapentti –  Maxime Boyé /  Nicolas Escudé, 6–2, 6–4

### Lány páros
Martina Hingis /  Henrieta Nagyová –  Lenka Cenková /  Ludmila Richterová, 6–3, 6–2